# Мирослав Фельдман
Мирослав Фельдман (хорв. Miroslav Feldman; 28 грудня 1899, м. Вировитиця, тепер Хорватія — 30 травня 1976, Загреб, тепер Хорватія) — хорватський і югославський поет, драматург (за походженням — єврей).

## Біографія
Мирослав Фельдман народився у Вировитиці у єврейській сім'ї.
Навчався медицині у Загребі та Відні. Працював лікарем.
Замолоду був прихильником сіонізму, потім дотримувався комуністичних поглядів.
П'єси М. Фельдмана ставилися в Хорватському Національному театрі в Загребі: «Поїздка» (1927), «Заєць» (1933, реж. Альфонсо Верлі), «Професор Жич» (1935, реж. К. Месарич), «На розі» (1936), «Серна» (1939), «В тилу» (1939), «З мороку» (написана в 1940 році, була заборонена; поставлена в 1946 році), «Прийде день» (1947; поставлена в 1951 році).
Був представником хорватського і югославського ПЕН-клубу.
Мирослав Фельдман був нагороджений преміями:
- Димитрія Деметра (1932, 1939);
- Владимира Назора (1971).

## Твори
- «Arhipelag snova»,
- «Vožnja»,
- «Zec»,
- «Profesor Žič»,
- «U pozadini»,
- «Iz mraka».